# Standaardlijst van de Nederlandse flora
Sinds 1971 wordt in de Standaardlijst van de Nederlandse flora overzicht gegeven van alle vaatplanten die (anno) nu als natuurlijk deel van de flora in Nederland worden gezien; bestaande uit oorspronkelijk inheems (ijkjaar 1830) en sindsdien ingeburgerde soorten (taxa). De zevende geactualiseerde editie verscheen op 14 december 2021 en is samengesteld in het kader van het verschijnen van de 24e editie van Heukels’ Flora van Nederland: Standaardlijst van de Nederlandse flora 2020. De lijst omvat 1666 taxa, een toename van 130 taxa ten opzichte van de Standaardlijst 2003 (zesde editie) veelal nieuwkomers uit warmere klimaatregio’s met name het Mediterraan-Atlantisch gebied. Voor elk taxon geeft de lijst de volgende informatie: taxonnummer, wetenschappelijke en Nederlandse naam, Rode Lijst-categorie, status in het Nederlands Soortenregister, zeldzaamheid (in klassen voor vier perioden in de 20e en 21e eeuw), oorsprong en voor ingeburgerde soorten de inburgeringsperiode. Inmiddels worden bijna maandelijks plantensoorten in het wild aangetroffen die nieuw zijn voor de Nederlandse flora.